# Mihail Danyilovics Gerskovics
Mihail Danyilovics Gerskovics, oroszul: Михаил Данилович Гершкович (Moszkva, 1948. április 1. –) szovjet válogatott orosz labdarúgó, csatár, edző.

## Pályafutása

### Klubcsapatban
1966-ban a Lokomotyiv Moszkva, 1967 és 1971 között a Torpedo Moszkva labdarúgója volt. 1968-ban a Torpedóval szovjet kupagyőztes lett. 1972 és 1979 között Gyinamo Moszkva csapatában szerepelt és egy-egy bajnoki címet és kupagyőzelmet ért el az együttessel. Tagja volt az 1971–72-es idényben KEK-döntős csapatnak. 1979-ben a Lokomotyiv Moszkva csapatában fejezte be az aktív labdarúgást.

### A válogatottban
1968 és 1971 között tíz alkalommal szerepelt a szovjet válogatottban és három gólt szerzett.

### Edzőként
1985 és 1987 között a Gyinamo Moszkva segédedző volt. 1993–94-ben az orosz olimpiai válogatott igazgatójaként tevékenykedett. 1994 és 1998 között az orosz U21-es válogatott szövetségi kapitánya volt. 1999 és 2002 között a orosz válogatott segédedzőjeként dolgozott.

## Sikerei, díjai
Torpedo Moszkva
- Szovjet kupa
  - győztes: 1968

 Gyinamo Moszkva
- Szovjet bajnokság
  - bajnok: 1976, tavasz
- Szovjet kupa
  - győztes: 1977
- Kupagyőztesek Európa-kupája (KEK)
  - döntős: 1971–72